# Kraggenburg
Kraggenburg – holenderska wieś w prowincji Flevoland, w gminie Noordoostpolder, około 15 kilometrów na południowy wschód od Emmeloord.
W 2001 roku wieś zamieszkiwały 773 osoby. Wieś liczy 0,22 km². W Kraggenburgu znajduje się 341 domów.